# Babe Ruth
George Herman Ruth, soprannominato "Il Bambino" e "The Sultan of Swat", detto Babe (Baltimora, 6 febbraio 1895 – New York, 16 agosto 1948), è stato un giocatore di baseball statunitense nella Major League Baseball (MLB).
Iniziò la sua carriera come lanciatore mancino per Boston Red Sox ma ebbe i maggiori successi come esterno per i New York Yankees. Ruth stabilì molti record MLB in battuta (e alcuni come lanciatore), inclusi quelli assoluti in fuoricampo (714), punti battuti a casa (RBI) (2.213), basi su ball (2.062) e media bombardieri (6.897) e on-base plus slugging (OPS) (1.164), gli ultimi due dei quali resistono ancora oggi. Ruth è considerato come uno dei più grandi eroi della cultura sportiva statunitense ed è considerato da molti come il più grande giocatore di baseball di tutti i tempi. Nel 1936 Ruth è stato introdotto nella Baseball Hall of Fame come uno dei cinque membri inaugurali.
Nel 1914 Ruth firmò per giocare nelle minor league per i Baltimore Orioles, ma fu presto ceduto ai Red Sox. Nel 1916 si era già imposto come uno dei migliori lanciatori della lega, che inoltre occasionalmente batteva qualche lungo fuoricampo, un fatto inusuale per qualsiasi lanciatore prima degli anni venti. Ruth vinse per due volte 23 gare in una stagione come lanciatore; avendo già vinto in quel ruolo tre World Series con Boston, desiderava giocare con più continuità e gli fu perciò concesso di passare nel ruolo di esterno. Potendo giocare regolarmente, nel 1919 batté il record stagionale di fuoricampo.
Dopo quella stagione, il proprietario dei Red Sox Harry Frazee cedette Ruth agli Yankees tra diverse controversie. La franchigia sarebbe da quel momento rimasta per 86 anni senza vincere il titolo, rendendo popolare la cosiddetta "Maledizione del Bambino". Nei suoi 15 anni con New York, Ruth contribuì a vincere 7 pennant dell'American League e quattro World Series. I suoi fuoricampo portarono folle di tifosi allo stadio, incrementando la popolarità dello sport e dando il via alla cosiddetta live-ball era del baseball, evolvendosi da una competizione strategica dai bassi punteggi a una in cui i fuoricampo divennero un'arma fondamentale. In quella squadra degli Yankees che nel 1927 fu soprannominata "Murderer's Row", Ruth batté 60 fuoricampo, migliorando il proprio record stagionale. Si ritirò nel 1935 dopo un breve periodo con i Boston Braves. Durante la sua carriera, Ruth guidò la AL in fuoricampo in 12 stagioni.
La leggendaria potenza di Ruth e la sua personalità carismatica ne fecero un'icona dei ruggenti anni venti. Durante la sua carriera, fu il bersaglio di un intenso scrutinio da parte della stampa e dell'opinione pubblica per i suoi exploit sul diamante di gioco e per la sua fama di gran bevitore e donnaiolo fuori dal campo. Il suo stile di vita sregolato fu in parte mitigato dal desiderio di fare del bene, visitando i bambini negli ospedali e negli orfanotrofi. Dopo il ritiro da giocatore gli fu negato un ruolo da allenatore nel baseball, in parte a causa del suo comportamento durante gli anni di attività. Nei suoi ultimi anni Ruth fece molte apparizioni pubbliche, in particolare per supportare lo sforzo bellico statunitense nella seconda guerra mondiale. Nel 1946 si ammalò di cancro, morendo due anni dopo.

## I primi anni
George Herman Ruth nacque al 216 di Emory Street, nella parte sud di Baltimora, nel Maryland. Era la casa presa in affitto dal nonno materno, Pius Schamberger, un immigrato tedesco che si guadagnava da vivere facendo il tappezziere. I genitori del bambino, Kate e George Sr., abitavano al piano superiore del loro saloon in Camden Street, ma Kate preferiva partorire a casa di suo padre. Ebbe otto figli, ma solo due, George e Mary, arrivarono all'età adulta.
Fino ai quarant'anni, Babe Ruth, e con lui molta gente, pensava di essere nato il 7 febbraio 1894, anziché il 6 febbraio 1895. Per questo molte fonti dell'epoca riportano dati inesatti sulla sua età.
Dire che il piccolo George era un bambino birichino sarebbe un eufemismo. Marinava la scuola, bighellonava per strada, commetteva piccoli furti. A sette anni beveva, masticava tabacco, ed era ormai sfuggito al controllo dei genitori. La sorella Mary raccontò di come il padre arrivò persino a picchiarlo nel tentativo disperato di farlo rigare dritto, ma senza riuscirci. Alla fine il bambino venne mandato in una scuola gestita da frati, la St. Mary's Industrial School for Boys. L'incontro con Padre Matthias cambiò la vita di George: l'uomo, a cui spettava il compito di imporre e far rispettare la disciplina nella scuola, divenne la figura più influente della sua vita, la persona che Babe rispettava più di ogni altra. Fu Padre Matthias che gli insegnò a giocare a baseball, lavorando per ore su battuta, difesa e, in seguito, i lanci.
Vista la sua grinta, George divenne il ricevitore della squadra. Quel ruolo gli piaceva, perché era coinvolto in ogni giocata. Un giorno, mentre la sua squadra veniva sommersa dalle battute valide degli avversari, cominciò a prendere in giro il suo lanciatore. Padre Matthias decise di dargli una lezione, e invertì fra loro i due giocatori, mettendo George sul monte di lancio. Ma quella che doveva essere una punizione ebbe un risultato inaspettato: George non fece vedere palla all'altra squadra.
Padre Mathias segnalò il ragazzo a Jack Dunn, proprietario e manager dei Baltimore Orioles, a quei tempi una squadra delle leghe minori. A Dunn viene spesso attribuito il merito di aver scoperto Babe Ruth. Nel 1914 Dunn ingaggiò il diciannovenne Ruth come lanciatore, e lo inviò allo spring training (gli allenamenti primaverili che precedono la stagione agonistica) in Florida. Il ragazzo si guadagnò il posto in squadra, e il soprannome "Dunn's Babe" (il bambino di Dunn) per il suo talento precoce e gli atteggiamenti infantili. Il 22 aprile 1914 "The Babe" lanciò nella sua prima partita da professionista, in International League contro i Buffalo Bisons: la sua squadra vinse 6-0.
Nella prima metà della stagione gli Orioles furono la migliore squadra della lega: arrivati al 4 luglio, avevano all'attivo 47 partite vinte e 22 perse. Ma la situazione finanziaria non era buona. In quell'anno la Federal League, una lega maggiore "ribelle" che sarebbe durata solo due anni, aveva piazzato una squadra a Baltimora. La concorrenza ridusse drasticamente gli spettatori degli Orioles. Per far tornare i conti, Dunn fu obbligato a vendere i suoi giocatori migliori, e cedette Ruth e altri due a Joseph Lannin, proprietario dei Boston Red Sox, per una cifra mai dichiarata, ma che pare si aggirasse tra i 20.000 e i 35.000 dollari.

## Il periodo con i Red Sox
Ruth era un ottimo lanciatore, ma la rotazione dei partenti dei Red Sox era già piena di mancini (come Ruth), così all'inizio fu utilizzato poco. Con una vittoria e una sconfitta al suo attivo, rimase in panchina per settimane prima di essere mandato nell'International League a giocare con i Providence Grays di Providence, nel Rhode Island. Alternandosi con l'altro lanciatore Carl Mays, Ruth aiutò i Grays a vincere il titolo. A fine stagione i Red Sox lo richiamarono, sancendo così il ritorno definitivo di Babe Ruth nelle major leagues. Poco dopo, Ruth si fidanzò con Helen Woodford, una cameriera che aveva conosciuto a Boston, e i due si sposarono il 14 ottobre 1914 a Baltimora.
Durante lo spring training della stagione seguente Ruth si guadagnò un posto come lanciatore partente. Con talenti come Rube Foster, Dutch Leonard e Smokey Joe Wood, il parco lanciatori portò i Red Sox al titolo. Ruth vinse 18 partite e ne perse 8, e si diede da fare anche in attacco, con una media battuta di .315 e i suoi primi quattro fuoricampo in major league. I Red Sox vinsero le World Series del 1915 4 a 1, ma Ruth fu impiegato solo in battuta e non sul monte di lancio, perché il manager Bill Carrigan preferì utilizzare lanciatori destri.

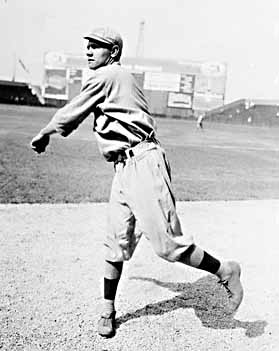
Sul monte di lancio per i Red Sox

Nel 1916 Ruth rientrò nella rotazione dei lanciatori, anche se in attacco la squadra si era indebolita dopo la cessione di Tris Speaker ai Cleveland Indians. Pur non avendo brillato nel pre-campionato, si rivelò il miglior lanciatore dell'American League. La sua media PGL (punti guadagnati sul lanciatore) di 1,75 era la migliore della lega, inferiore di oltre un punto alla media di lega. Vinse 23 partite, ne perse 12 e tirò 9 shutout  (Partite lanciate dal primo al nono inning senza prendere punti), che è tuttora il record per un lanciatore mancino e per i Red Sox. Con un attacco che batteva poco, furono di nuovo i lanciatori a portare i Sox alle World Series contro i Brooklyin Robins, in cui Ruth lanciò una completa di ben 14 inning che consegnò a Boston la vittoria nella serie per 4 a 1. Babe Ruth si ripeté sugli stessi livelli nel 1917, con 24 vinte e 13 perse, ma i Red Sox non riuscirono a tenere il passo dei Chicago White Sox (100 partite vinte) e mancarono l'accesso alla post-season. La cosa più importante, comunque, fu l'emergere del talento di Ruth come battitore, con una media battuta di .325 e 11 extrabase su 40 valide.
Era evidente che Ruth sarebbe stato più utile alla squadra in un ruolo diverso dal lanciatore, che gli permettesse di giocare tutte le partite. Nel 1918 cominciò a giocare di più all'esterno e a lanciare meno. A quei tempi pareva una cosa ridicola: il suo ex compagno di squadra Tris Speaker pronosticò che il cambio gli avrebbe accorciato la carriera. Nel 1919 Ruth era in pratica un esterno a tempo pieno, con appena 17 apparizioni sul monte di lancio nelle 130 partite da lui giocate. Quell'anno stabilì il suo primo record di fuoricampo in una sola stagione (29), con una media battuta di .322 e 114 punti battuti a casa. Le sue imprese in battuta divennero ben presto famose, e grandi folle accorrevano per vederlo dovunque giocasse. Non era solo la sua notorietà a crescere, anche il suo girovita. Sin dai tempi dei Baltimore Orioles i suoi compagni di squadra rimanevano meravigliati dalle quantità di cibo che Ruth era capace di mangiare. Il fisico alto e atletico del 1916 si era già trasformato nel 1919 nella forma rotonda che da allora viene tradizionalmente associata a Babe Ruth. Le sue gambe possenti e muscolose, sotto una figura così appesantita, sembravano stranamente magre, ma Ruth rimaneva un buon esterno e un buon corridore sulle basi. Il suo contemporaneo Ty Cobb in seguito affermò che Ruth "correva bene per un uomo grasso".
Nonostante Ruth richiamasse molta gente ai botteghini, i Red Sox attraversavano una difficile situazione finanziaria. Il proprietario Harry Frazee aveva pagato salari relativamente alti in anni di guerra (la prima guerra mondiale) per attirare i migliori giocatori. Alla fine del 1919, dopo la mancata qualificazione per le World Series e gli insuccessi personali di Frazee come impresario teatrale, la società aveva bisogno di un'iniezione di contanti per rimanere a galla. L'unica fonte disponibile erano i giocatori, così Frazee offrì i migliori ai New York Yankees, che fino ad allora erano sempre stati una squadra di seconda divisione. Per la somma di 125.000 dollari e un prestito di oltre 300.000 dollari (con un'ipoteca sullo stadio Fenway Park), il 3 gennaio 1920 Babe Ruth fu ceduto agli Yankees.

## Ruth, lo Yankee
Ruth iniziò subito a ripagare l'investimento fatto su di lui. Contrariamente alle sue abitudini, si allenò molto durante l'inverno, e si presentò allo spring training già in buona condizione. Soffiò il posto di esterno a George Halas, un giocatore modesto, che si risentì del taglio e lasciò il baseball; si dedicò poi al football americano, fondando i Chicago Bears e la NFL. Quando il campionato cominciò, si capì subito che lo stadio Polo Grounds, più favorevole ai battitori, gli andava a genio, e che presto avrebbe superato il suo precedente record di fuoricampo. Mentre cominciavano a circolare voci sullo scandalo dei Black Sox, Ruth era diventato il terrore dei lanciatori, con ottime statistiche d'attacco stagionali, tra le migliori mai registrate. Oltre ai 54 fuoricampo, con cui frantumò il suo precedente primato, ottenne una media battuta di .376 (la quarta della lega), 137 punti battuti a casa e 150 punti segnati (il migliore della lega in entrambe le classifiche), e le 150 basi ball ricevute fecero sì che Babe Ruth arrivasse in base più delle metà delle volte che si presentava al piatto. Rubò 14 basi, e la sua straordinaria media bombardieri di 0,847 rimase record imbattuto per più di ottant'anni, superato solo nel 2001 da Barry Bonds.
L'anno seguente si ripeté. Su 152 partite, ottenne .376 di media battuta, 171 punti battuti a casa e 177 punti segnati; nelle medie bombardieri e arrivi in base finì di poco sotto i valori del 1920. Per il terzo anno consecutivo stabilì un nuovo primato di fuoricampo, che furono 59. Grazie ai lanciatori Carl Mays, Waite Hoyt e Bob Shawkey, e alle mazze di Ruth e Bob Meusel, gli Yankees arrivarono per la prima volta alle World Series, ma persero 5 a 3 dai rivali New York Giants. In gara 4 Ruth batté il suo primo fuoricampo in post-season.

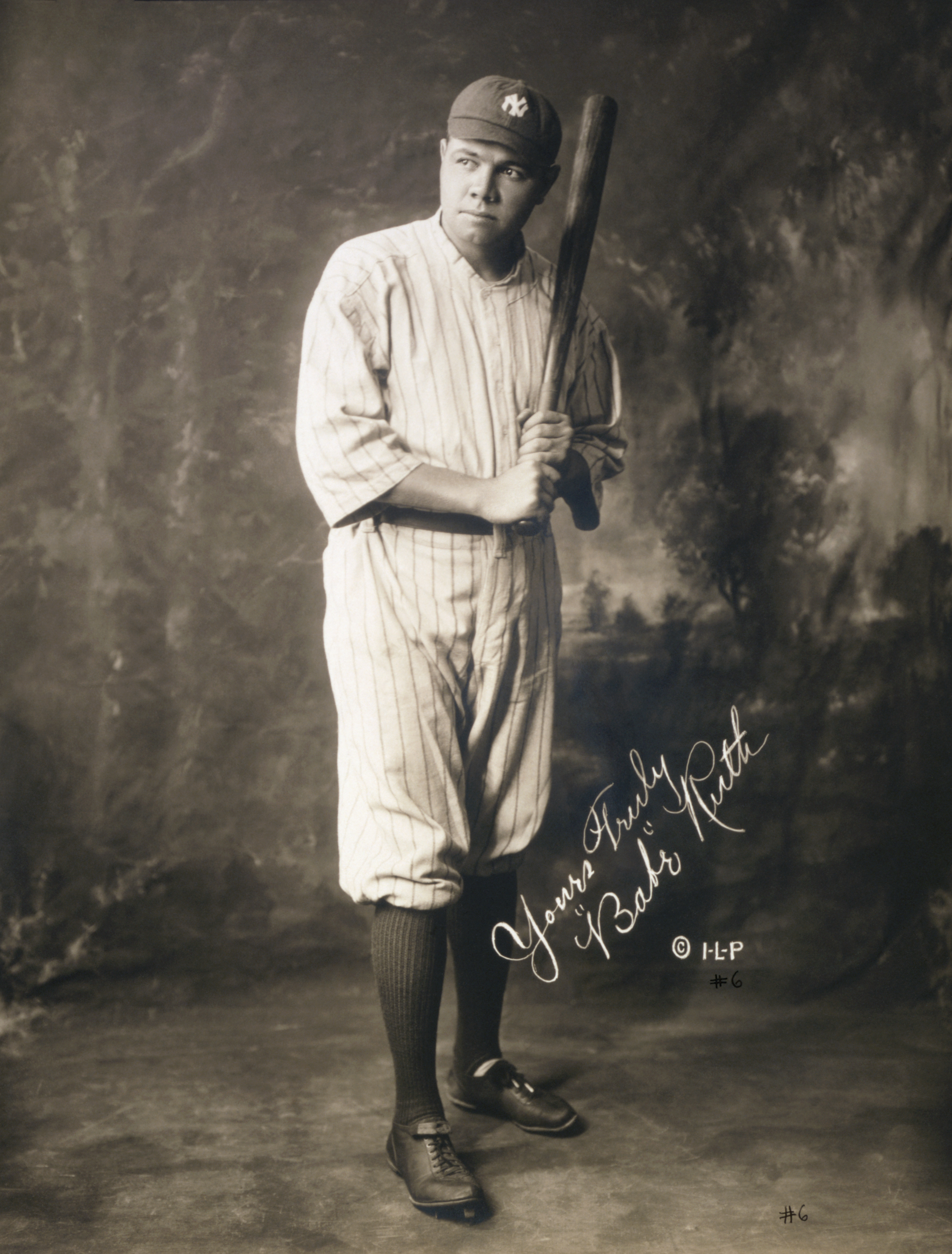
Babe Ruth, in una foto pubblicitaria autografata, con la divisa dei New York Yankees

Nel 1921 Babe Ruth fu invitato alla Columbia University per sottoporsi ad una serie di test. I risultati furono strabilianti. I dottori scoprirono che il lancio che riusciva a colpire con la massima potenza era appena sopra al ginocchio, sull'angolo esterno. E quando centrava il colpo, in assenza di vento, con la mazza che si muoveva ad una velocità di 34 metri al secondo, la palla arrivava a 140-150 metri. Risultò primo su 500 volontari in un test clinico di fermezza, che consisteva nell'inserire una barra in piccoli fori di misure diverse. I suoi occhi rispondevano agli impulsi luminosi in una stanza buia 20 ms più velocemente della persona media, il che era molto utile per individuare la palla non appena lasciava il guanto del lanciatore. La scienza confermava quello che gli appassionati di baseball già sapevano: Babe Ruth era nato con doti soprannaturali. Per dirla con le parole del suo compagno di squadra Joe Dugan: "Nato? Diavolo, Babe Ruth non è nato! Quel figlio di puttana è caduto da un albero!"
La partecipazione alle World Series avrebbe causato problemi a Ruth. Per preservare l'importanza di questa classica d'autunno, gli organizzatori proibirono ai giocatori delle World Series di fare partite di esibizione durante la cosiddetta off-season, il periodo in cui i campionati erano fermi. Ruth decise che la regola non valeva per lui, ed assieme a due compagni di squadra fece il suo solito e ben remunerato tour. Kenesaw Mountain Landis, il commissioner della lega, punì pesantemente i giocatori disobbedienti, e sospese Ruth per le prime sei settimane della stagione 1922, che sarebbe stata molto turbolenta. Al rientro dopo la squalifica Ruth, nominato dalla dirigenza degli Yankees, diventò il primo capitano in campo della squadra. Cinque giorni più tardi, il 25 maggio, fu espulso per aver contestato la chiamata dell'arbitro di terza base, e peggiorò la situazione salendo sugli spalti per affrontare uno spettatore che lo infastidiva. Gli venne ritirata la nomina a capitano. Fu sospeso altre tre volte nel 1922, sempre per discussioni con gli arbitri.
Mentre Ruth stava attraversando la prima crisi professionale, nel privato la situazione era addirittura peggio. La moglie Helen, che non amava lo stile di vita da celebrità che attirava il marito, viveva in una fattoria vicino a Boston assieme la figlia adottiva Dorothy (che dichiarò poi nel suo libro My Dad, The Babe di essere figlia biologica di Ruth, nata da una relazione con un'amica di famiglia). Lontano dagli occhi della moglie, Ruth si lasciò andare ancora di più a quello stile di vita. L'amore per il buon cibo, che con gli anni non era diminuito, andava di pari passo con la passione per gli alcolici (al tempo illegali), la vita notturna e le donne.
La moglie morì nell'incendio della sua casa l'11 gennaio 1929. La coppia era separata già da alcuni anni, ma, essendo cattolici, non avevano mai divorziato. In quel periodo Ruth era sentimentalmente legato a Claire Merrit Hodgson, cugina di Johnny Mize, il fortissimo battitore inserito nella Baseball Hall of Fame. Era una signora sofisticata, che frequentava il bel mondo, ma era anche una donna dura, a cui riuscì ciò che nessuna prima di lei era stata in grado di ottenere: tenere al guinzaglio quel farfallone del re dei fuoricampo. Si sposarono il 17 aprile 1929, e il matrimonio durò fino alla morte di Ruth.
L'esuberante vita sociale, ma anche le mancate presenze in campo, influirono negativamente sul suo rendimento. Le sue medie battuta, arrivi in base e bombardieri si abbassarono drasticamente (anche se rimasero su livelli notevoli: .315/.434/.672). Per la prima volta da quando giocava esterno a tempo pieno, non riuscì a vincere la classifica dei fuoricampo, fermandosi a 35, 2 in meno di Tilly Walker dei Philadelphia Athletics. La sua scarsa forma non migliorò nemmeno alle World Series, dove gli Yankees furono ancora una volta sconfitti dai Giants (4-0, con un pareggio). Nella serie Ruth racimolò appena un singolo ed un doppio in 17 turni alla battuta.
Nel 1929, gli Yankees introdussero i numeri di maglia. La numerazione era basata sull'ordine di battuta, quindi a Ruth venne assegnato il numero 3. Anche quando, in seguito, i numeri non furono più legati all'ordine di battuta, Babe Ruth fu associato al numero 3, che venne ritirato dagli Yankees il 13 giugno 1948. Fu il secondo numero ritirato dalla franchigia, dopo quello di Lou Gehrig.
In gara 3 delle World Series del 1932, che vedevano gli Yankees contro i Chicago Cubs, Ruth realizzò uno dei fuoricampo più celebri della storia del baseball, su una palla che sembrava Ruth avesse "chiamato" in anticipo. In un'intervista del 1945, raccontò di aver preso i primi due strike, alzando un dito dopo il primo ("Questo è uno") e due dopo il secondo ("Fanno due"). Poi aveva puntato alla staccionata all'esterno, e al lancio successivo spediva la pallina sugli spalti.
Non ci sono dubbi sul fuoricampo, il secondo di Ruth in quella partita. Lou Gehrig, il seguente in battuta, fece anche lui un fuoricampo. "Il tuono dopo il fulmine", scrisse un commentatore sportivo. Ci si è sempre chiesti, invece, se effettivamente Ruth avesse puntato alla staccionata. Charlie Root, il lanciatore dei Cubs, negò con rabbia che Ruth "avesse chiamato il colpo" e che lo avrebbe colpito se lo avesse fatto (Root era soprannominato "Chinski" per la sua tendenza a tirare addosso ai battitori). Ma Root aveva la strana abitudine di girarsi attorno tra un lancio e l'altro, e alcuni presenti dissero che semplicemente non aveva visto il gesto del Bambino. Non c'è un filmato ufficiale del fuoricampo. Esiste un filmato amatoriale girato da uno spettatore, ma non prova nulla.
Al Forbes Field di Pittsburgh, in Pennsylvania, il 25 maggio 1935 Babe Ruth fece il suo 714º fuoricampo, l'ultimo in carriera, stabilendo un record che durò per 39 anni. Il 2 giugno annunciò il suo ritiro.
Babe Ruth morì a 53 anni di cancro alla gola a New York nel 1948, e fu sepolto a Hawthorne, New York. Il Babe Ruth Museum è ospitato nella sua casa natale, al 216 di Emory Place a Baltimora, due isolati a nord ovest di Oriole Park at Camden Yards, lo stadio degli Orioles, che si trova nel luogo dove sorgeva il saloon gestito dai genitori di Ruth.

## Curiosità
Al nome di Babe Ruth è legata una nota superstizione sportiva, la cosiddetta Maledizione del Bambino (in inglese Curse of the Bambino) che si diffuse in Nord America all'inizio degli anni novanta del XX secolo ed utilizzata come motivazione del declino della squadra statunitense di baseball dei Boston Red Sox, che dopo la cessione di Ruth non riuscì a vincere le World Series per un periodo di ottantasei anni (dal 1918 al 2004).

## Palmarès

### Club
- World Series: 7

Boston Red Sox: 1915, 1916, 1918
New York Yankees: 1923, 1927, 1928, 1932

### Individuale
- MVP dell'American League: 1

1923
- MLB All-Star: 2

1933, 1934
- Miglior battitore dell'American League: 1

1924
- Leader dell'American League in fuoricampo: 12

1918–1921, 1923, 1924, 1926–1931
- Leader dell'American League in punti battuti a casa: 6

1919–1921, 1923, 1926, 1928
- Leader dell'American League in media PGL: 1

1916
- Numero 3 ritirato dai New York Yankees
- Boston Red Sox Hall of Fame
- Major League Baseball All-Century Team

## Statistiche
Attacco
| G     | AB    | H     | 2b  | 3b  | HR  | R     | RBI   | BB    | SO    | AVG   | OBP   | SLG   | OPS   |
| ----- | ----- | ----- | --- | --- | --- | ----- | ----- | ----- | ----- | ----- | ----- | ----- | ----- |
| 2 503 | 8 399 | 2 873 | 506 | 136 | 714 | 2 174 | 2 213 | 2 062 | 1 330 | 0,342 | 0,474 | 0,690 | 1,164 |

Lanciatore
| W  | L  | %     | GP  | GS  | CG  | Sh | SV | IP      | BB  | SO  | ERA  | WHIP |
| -- | -- | ----- | --- | --- | --- | -- | -- | ------- | --- | --- | ---- | ---- |
| 94 | 46 | 0,671 | 163 | 148 | 107 | 17 | 4  | 1 221,1 | 441 | 488 | 2,28 | 1,16 |